# Dinamarca en los Juegos Paralímpicos de Innsbruck 1988
Dinamarca estuvo representada en los Juegos Paralímpicos de Innsbruck 1988 por tres deportistas masculinos. El equipo paralímpico danés no obtuvo ninguna medalla en estos Juegos.